# Тромбоксаны

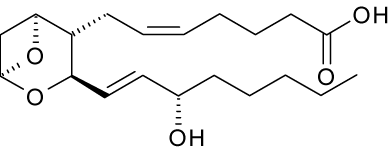
Тромбоксан A2

Тромбоксан B2

Тромбоксаны — представители семейства эйкозаноидов. Наиболее значимыми для организма являются тромбоксан A2 и тромбоксан B2. Название связано с ролью тромбоксанов в процессе свертывания крови.

## Синтез
Синтез происходит в тромбоцитах под влиянием фермента тромбоксан-А синтазы из эндоперекисей, образующихся из арахидоновой кислоты с помощью фермента циклооксигеназы. Период полураспада тромбоксана А2 в организме человека составляет 30 секунд.

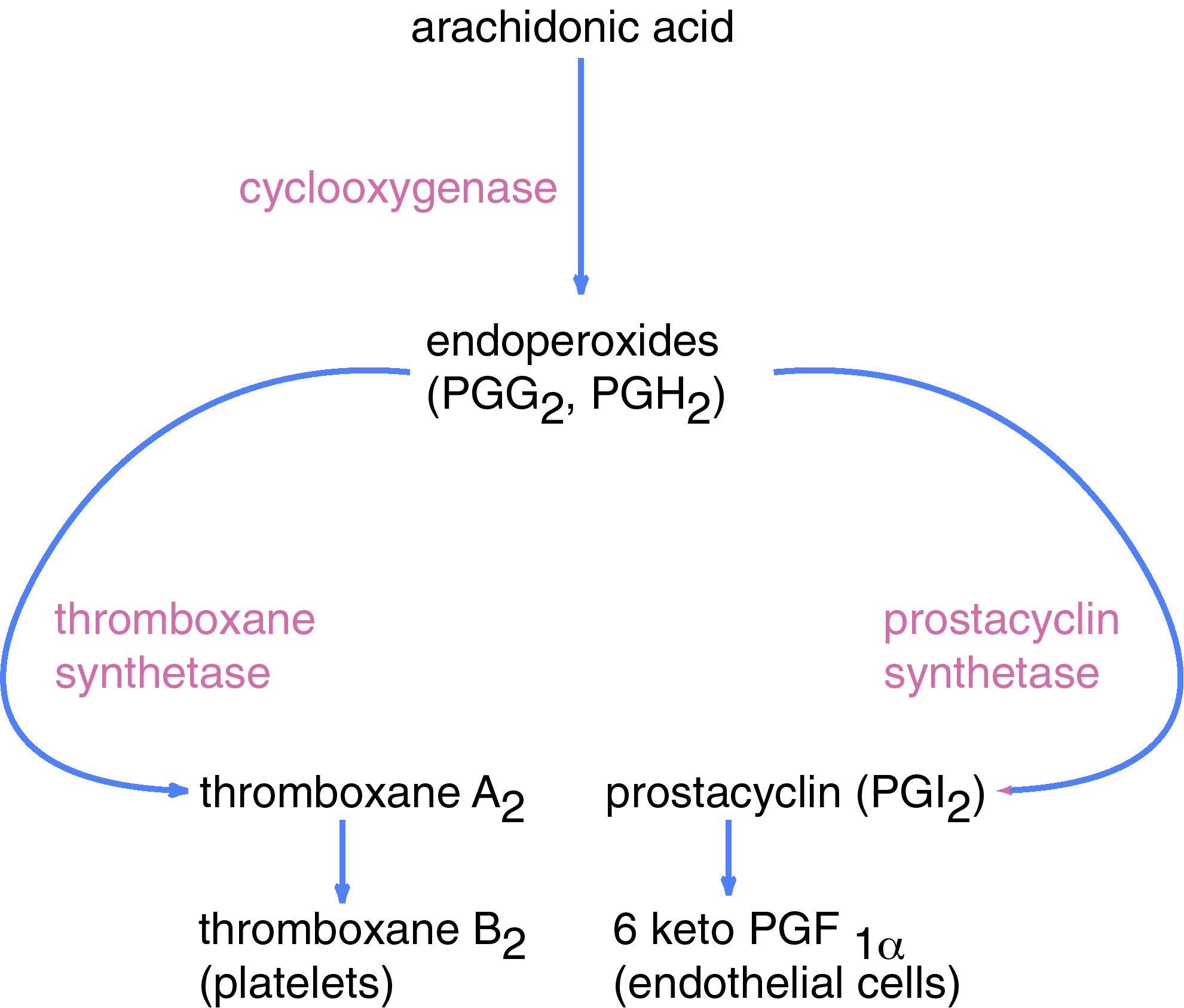
Биосинтез простациклина и тромбоксанов A_{2} и B_{2}

## Механизм
Тромбоксаны взаимодействуют с рецепторами, сопряженными с G белком (а именно с Gq белком).

## Функции
Тромбоксаны сужают сосуды, повышают артериальное давление и активируют агрегацию тромбоцитов. Концентрация тромбоксанов находится в равновесии с уровнем их антагониста простациклина.

## Роль тромбоксана А2 в процессе агрегации тромбоцитов
Тромбоксан А2 синтезируется активированными тромбоцитами. Стимулирует активацию новых тромбоцитов и их агрегацию. Агрегация тромбоцитов достигается повышением уровня экспрессии гликопротеинового комплекса GP IIb/IIIa на их мембранах. Циркулирующий фибриноген связывается с этим комплексом, укрепляя тромб.

## Патология
Считается, что сужение коронарных сосудов при стенокардии Принцметала вызвана тромбоксанами.

## Механизм действия аспирина
Широко используемый препарат аспирин ингибирует циклооксигеназу, что снижает образование предшественника тромбоксанов в тромбоцитах. Длительное назначение малых доз аспирина приводит к снижению агрегационных способностей тромбоцитов. Назначение аспирина снижает частоту случаев возникновения инфаркта миокарда. Однако, одним из побочных эффектов аспирина являются чрезмерные кровотечения, возникающие из-за дефицита тромбоксанов.

## Примечание
1. ↑  Simmons D et al. Cyclooxygenase Isoenzymes: The Biology of Prostaglandin Synthesis and Inhibition. Pharmacol Rev 2004;56:387-437 Архивная копия от 31 марта 2009 на Wayback Machine.
2. ↑  Rat kidney thromboxane receptor: molecular cloning, signal … Дата обращения: 19 июля 2009. Архивировано 12 сентября 2020 года.
3. ↑   Архивная копия от 31 марта 2008 на Wayback Machine American Heart Association: Aspirin in Heart Attack and Stroke Prevention «The American Heart Association recommends aspirin use for patients who’ve had a myocardial infarction (heart attack), unstable angina, ischemic stroke (caused by blood clot) or transient ischemic attacks (TIAs or „little strokes“), if not contraindicated. This recommendation is based on sound evidence from clinical trials showing that aspirin helps prevent the recurrence of such events as heart attack, hospitalization for recurrent angina, second strokes, etc. (secondary prevention). Studies show aspirin also helps prevent these events from occurring in people at high risk (primary prevention).»